# فوران هاوایی

فوران هاوایی: ۱- ستوان فورانی، ۲- مجرای گدازه، ۳- دهانه آتشفشانیَ، ۴- دریاچه گدازه، ۵- دودخان، ۶- جریان گدازه، ۷- لایه‌های گدازه و خاکستر، ۸- چینه، ۹- آذرین‌لایه، ۱۰- مجرای ماگما، ۱۱- اتاقک ماگما، ۱۲- آذرین‌تیغه.

فوران هاوایی (به انگلیسی: Hawaiian eruption) گونه‌ای فوران آتشفشانی است که در آن گدازه از مجرای آتشفشان با فوران ملایم و سطح پایین جریان می‌یابد. چون ویژگی‌های این نوع فوران در آتشفشان‌های جزایر هاوایی دیده می‌شود، به این نام خوانده می‌شود. به طور معمول این نوع فوران دارای گدازه‌های بازالتی با گرانروی کم، دارای گازهای کم و دمای بالا در مجرای آتشفشان است و تولید خاکستر آتشفشانی بسیار کم است. این نوع فوران آتشفشانی اغلب در آتشفشان‌های تفتگاهی مانند کیلاویا و آتشفشان‌های ایسلند روی می‌دهد، گرچه در نواحی نزدیک به مناطق فرورانشی مانند آتشفشان دریاچه مدیسین در کالیفرنیا و نواحی کافتی نیز امکان رخ دادن آنها وجود دارد. نمونه‌ای دیگر از فوران‌های هاوایی در جزیره سورت از سال‌های ۱۹۶۴ تا ۱۹۶۷ روی داد که طی آن گدازه‌های مذاب از دهانه آتشفشان به سمت دریا جاری شدند.